# Chariesthes nigronotata
Chariesthes nigronotata är en skalbaggsart som beskrevs av Stefan von Breuning 1956. Chariesthes nigronotata ingår i släktet Chariesthes och familjen långhorningar. Inga underarter finns listade i Catalogue of Life.